# Río Burro-Burro
El río Burro-Burro (en inglés: Burro-Burro River) es un río localizado en el territorio que administra Guyana en la zona en disputa llamada por Venezuela como Guayana Esequiba. Se trata de un tributario del río Siparuni cerca de los ríos Rupununi (al sur) y Esequibo (al este). Guyana lo organiza como parte de la octava región llamada Potaro-Siparuni.